# Pulo Iboh
Pulo Iboh is een bestuurslaag in het regentschap Aceh Utara van de provincie Atjeh, Indonesië. Pulo Iboh telt 403 inwoners (volkstelling 2010).